# 河北路 (高雄市)
河北路（Hebei Rd.）為高雄市沿著幸福川北側的東西向道路，與南側河南路互相平行。東起於苓雅區三多一路，西至三民區河東路，同時為幸福川銜接愛河出口處。

## 公共自行車
- 高雄市公共自行車租賃系統：
  - 福德河北路口(東南側)：福德三路208號(對側公園)
  - 北凱旋公園：中正一路/河北路口(西北側)
  - 三雅新公園：和平一路/河北一路(西南側)
  - 中山河北一路口：中山一路/河北一路(東南側)
  - 自立河北河南二路口(兩側)：自立一路/河北河南二路口(兩側)
  - 河北立德街口：河北二路119號(對面人行道)
  - 河北二中華三路口：河北二路/中華三路口東側
  - 河北二路中庸街口：河北二路192號(對面)
  - 河東河北路口：河東路/河北二路口東北側